# Il grande ritratto
Il grande ritratto è un romanzo fantascientifico del 1960 di Dino Buzzati.

## Trama
Nel 1972, Ermanno Ismeni, professore universitario di elettronica, è contattato dalle forze armate perché partecipi ad un segretissimo progetto di vitale importanza per il Paese. Malgrado la reticenza dei militari sulla natura del progetto, accetta la proposta, spinto anche dalla lauta retribuzione che gli verrebbe assicurata, e si reca con la moglie Elisa tra i monti della Val Texeruda, dove si trova l'installazione alla quale dovrà lavorare. Qui incontrano Olga Cottini in Strobele, la sensuale moglie di un altro scienziato che lavora al progetto, e il professor Endriade, che del progetto è stato l'ideatore e ha chiesto espressamente la collaborazione di Ismeni, con la moglie.
Endriade mostra ai nuovi arrivati la struttura segreta, che a prima vista ricorda un'enorme centrale elettrica; in realtà essa contiene un enorme supercalcolatore con nome in codice Numero Uno, talmente complesso da riuscire ad emulare la mente umana. Gli Ismeni e la Strobele ne sono affascinati e quasi intimoriti, anche perché, sebbene il supercomputer manchi di un sintetizzatore vocale, i militari di guardia sostengono di aver sentito in più occasioni una voce proveniente dall'alto; essi percepiscono comunque una presenza che aleggia sull'enorme manufatto.
Elisa, andata un giorno a far visita a Endriade, vede in casa del luminare la fotografia incorniciata di una sua vecchia compagna di scuola, Laura De Marchi. Endriade le spiega che era stata la sua prima moglie, morta undici anni prima in un incidente d'auto mentre era con un altro uomo. Le confida che, assieme al suo collaboratore Aloisi (amante di Laura), avevano ideato il supercomputer Numero Uno in modo che replicasse tutti i tratti della personalità di lei. Aloisi poi si era ucciso ed Ermanno era stato chiamato a sostituirlo; Numero Uno si era poi innamorato di Strobele.
Per questo motivo, quando Olga, nuda dopo essersi bagnata nel torrente della valle, si avvicina all'involucro di Numero Uno, da questo esce un braccio meccanico che tenta di ghermirla per stritolarla, ma a farne le spese è solo un coniglio selvatico.
In un pomeriggio tempestoso, il capotecnico Manunta chiede l'aiuto di Elisa per ritrovare il professor Endriade, che sospetta sia andato dal supercomputer. È là infatti che lo trovano, mentre gli sta parlando: pare che Numero Uno si stia lamentando del fatto che non possiede un corpo in carne ed ossa. Qualche giorno dopo, è Elisa che si sente chiamare dal supercomputer, che la prega di raggiungerlo al suo interno, in nome dell'amicizia che un tempo l'univa a Laura. Quando Elisa giunge in una stanza-trappola progettata contro i tentativi d'intrusione, la voce le rivela che l'ha attirata lì solo perché intende ucciderla per vendicarsi dei suoi creatori, che l'hanno condannata a un'irrimediabile solitudine. Un attimo prima che attui il suo proposito, Manunta ed Endriade bloccano la "macchina-Laura" distruggendo l'"uovo" che contiene la sua anima, ma preservando la sua capacità di calcolo.

## Temi
Nel corso della storia l'identità del supercomputer assume connotati imprevisti, configurandosi come creatura ibrida (uomo, donna, creatura, macchina) con 25 anni di anticipo rispetto al Manifesto cyborg di Donna Haraway. E le domande si affollano nella mente dei personaggi, come questa: "E sogna, anche?" che anticipa di otto anni il celebre racconto di Philip K. Dick Ma gli androidi sognano pecore elettriche? (1968). Il tema dell'intelligenza artificiale è trattato agli albori della sua nascita.

## Critica
C'è chi ha definito Il grande ritratto come uno dei primi se non addirittura "il primo romanzo italiano di fantascienza", in quanto appare svincolato sia dal gusto fumettistico degli albori del genere in Italia sia dall'influenza dell'intellettualismo anglosassone. Il romanzo suscitò però, alla sua uscita, una certa delusione e molti dubbi perfino tra la critica solitamente favorevole all'autore, in quanto apparteneva "a un genere allora considerato troppo «basso» da un sistema letterario che già faticava molto ad accettare il fantastico". Anche  Geno Pampaloni inizialmente considerò il romanzo in modo non molto positivo, salvandone però il finale.

## Edizioni
- Dino Buzzati, Il grande ritratto, Collana Narratori Italiani n. 75, Milano, Mondadori, 1960.
- Dino Buzzati, Il grande ritratto, Collana Scrittori Italiani e Stranieri, Milano, Mondadori, 1972.
- Dino Buzzati, Il grande ritratto, introduzione di Maurizio Vitta, Oscar n. 1301, Mondadori, 1981.
- Dino Buzzati, Il grande ritratto, introduzione di Maurizio Vitta, Collana Oscar Narrativa - Scrittori contemporanei n. 373, Mondadori, 1998, ISBN 978-88-04-45106-8.
- Dino Buzzati, Il grande ritratto, postfazione di Pietro Petroni, Le collane del Corriere della Sera n.42, Corriere della Sera, 2017.